# Lubska
Lubska (niem. Laubsky) – wieś w Polsce położona w województwie opolskim, w powiecie namysłowskim, w gminie Wilków.
W latach 1975–1998 miejscowość administracyjnie należała do ówczesnego województwa opolskiego.

## Nazwa
W 1295 w kronice łacińskiej Liber fundationis episcopatus Vratislaviensis (pol. Księga uposażeń biskupstwa wrocławskiego) miejscowość wymieniona jest w zlatynizowanej formie villa Lubsche.
W alfabetycznym spisie miejscowości na terenie Śląska wydanym w 1830 roku we Wrocławiu przez Johanna Knie wieś występuje pod nazwą Laubsky. Ze względu na polskie pochodzenie w okresie hitlerowskiego reżimu w roku 1935 nazistowska administracja III Rzeszy zmieniła nazwę wsi na nową, całkowicie niemiecką - Lauben

## Historia
Wieś przez pewien okres (brak datowania – źródło C.Blażek, 1894) w posiadaniu rodu Quitzow, przybyłego z Marchii.